# Параванът с картини от ада
„Параванът с картини от ада“ (на японски: 地獄変) е японски филм от 1969 година, драма на режисьора Широ Тойода по сценарий на Тошио Ясуми, базиран на едноименния разказ на Рюноске Акутагава от 1918 година.
Действието се развива в периода Хеян, като взаимната неприязън между местен владетел и корейския му придворен художник ескалира дотам, че изгарят жива дъщерята на художника, за да послужи за модел на шедьовъра на живота му, изобразяващ ужасите на ада. Главните роли се изпълняват от Тацуя Накадаи, Киноске Накамура и Йоко Наито.